# Omosessualismo

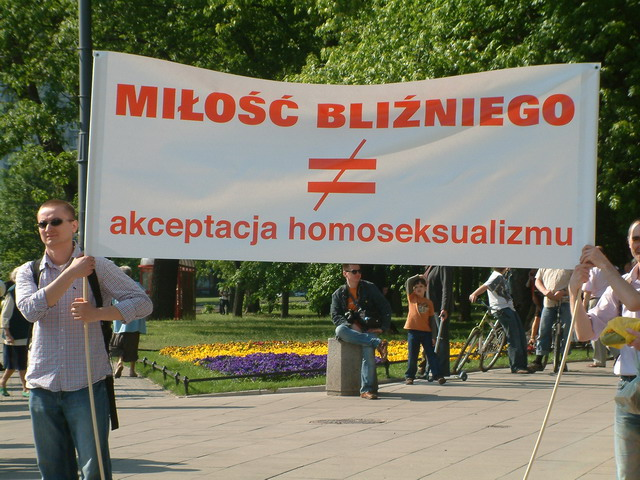
Amore per il prossimo ≠ accettazione dell'omosessualismo; contro-manifestanti del gay pride a Varsavia, Polonia.

Omosessualismo è un neologismo nato all'inizio del XX secolo dalla parola "omosessualità" e il suffisso -ismo, che, a uso corrente, tenta di associare le posizioni di Movimento omosessuale (non necessariamente appartenente alle persone LGBTI) per l'ottenimento di parità sociale e diritti civili egualitari ad una ideologia, e quindi non universale ma anzi, opponibile e opinabile. 
Sin dalla sua nascita ha assunto una connotazione negativa, utilizzato negli ambienti e associazioni "anti-omosessualiste", ovvero contrarie al riconoscimento dei diritti omossesuali, le quali lo utilizzano quasi esclusivamente tanto da essere diventato caratteristico della Propaganda omofobica.

## Nascita del termine e sviluppo del significato
A inizio novecento il termine tedesco relativo all'omosessualità oscillò tra due forme: "homosexualismus" (omosessualismo) e "homosexualität" (omosessualità); nel tempo fu la seconda a prevalere. Questa incertezza si trasmise anche alle lingue che adottavano via via il neologismo, cosicché per un certo periodo si ebbe la coesistenza di entrambe le forme, esattamente come ancor oggi avviene in italiano con "transessualismo" e "transessualità". Il portoghese ha addirittura adottato la forma "homossexualismo" come standard; lo stesso fanno alcuni documenti in lingua italiana dei primi decenni del XX secolo (secondo "Google Ngram", i due picchi nell'utilizzo di questa parola in italiano risalgono al 1923 e al 1943). In tutti questi casi il significato della parola "omosessualismo" non ha nulla a che fare con l'uso recente, trattandosi di una semplice variante del termine "omosessualità".
Il termine nasce (con la sua connotazione odierna) nel 1957 nella sua forma negativa (anti-omosessualismo) in riferimento a chi diffondeva la cultura anti-omosessuale e omofoba negli Stati Uniti d'America. Nel tempo il concetto è stato associato dai gruppi conservatori a chi era promotore delle istanze LGBTI (sia che esso fosse interno o esterno a tale gruppo).